# Liber de infantia Salvatoris
El Liber de infantia Salvatoris o Evangeli llatí de la infància i també anomenat de vegades Nativitat de Maria i de Jesús, és un evangeli apòcrif que forma part del que s'anomenen Evangelis de la infància i que s'inspira en el Protoevangeli de Jaume.
El text, escrit en llatí cap al segle ix sobre materials en llengua grega, es conserva en dos còdex de diferent contingut: el Còdex Herenford, del segle xii, conservat a la Biblioteca Nacional de París i el Còdex Arundel 404 conservat al Museu Britànic. L'Arundel atribueix el text a l'evangelista Mateu i l'Herenford diu que l'autor és l'apòstol Jaume.
El llibre és una relació sintètica de l'Evangeli del Pseudo-Mateu. El mateix autor comença explicant que les coses que dirà les va llegir en un altre lloc i que se li han esborrat de la memòria molts detalls. El llibre recull les dades ja conegudes i les reelabora per donar-les-hi una forma elegant i distingida. L'estil és planer i intel·ligible. Explica de manera concisa els fets principals de la vida de Joaquim i Anna, el naixement de Maria i la seva vida al Temple, el seu casament amb Josep i l'anunciació i el naixement de Jesús. Aquí s'acaba el Còdex Arundel, i l'Herenford segueix, recollint tradicions i llegendes generalment conegudes per altres documents, sobre la infància de Jesús, que semblen recollits en part de l'Evangeli del Pseudo-Tomàs.
Alguns detalls curiosos l'aparten d'altres textos, com ara l'explicació de què el portal o va néixer Jesús es trobava dins del poble i el va triar Josep, no perquè no hi hagués lloc on aixoplugar-se, sinó per la pobresa de la parella i la necessitat de tranquil·litat per part de Maria. Alguns crítics veuen en aquest llibre certes expressions docetistes, com el fet que el nounat no pesés res, i que el nen fos com una mena de condensació de la llum.